# Passo della Forcora
Il passo della Forcora è un valico alpino a 1179 m s.l.m. in provincia di Varese, sito nel comune di Maccagno con Pino e Veddasca tra il monte Cadrigna (1303 m) e il monte Sirti (1343 m). Qui passa la strada provinciale 5 dir che collega le località di Armio e Musignano per poi scendere verso Campagnano e, ricongiungendosi alla SP 5, a Maccagno.
Presso il passo sorge la chiesa della Madonna della Neve e, poco più in alto, il rifugio Forcora, dal quale parte la sciovia Forcora-Monte Cadrigna della lunghezza di circa 1 km, che permette l'accesso all'unica pista da sci presente.
Presso il passo sorge inoltre il centro abitato de La Forcora.